# Teorema di Rademacher
In analisi matematica, il teorema di Rademacher afferma che, se {\displaystyle U} è un sottoinsieme aperto di {\displaystyle \mathbb {R} ^{n}} e {\displaystyle f:U\rightarrow \mathbb {R} ^{m}} una funzione lipschitziana, allora {\displaystyle f} è differenziabile quasi ovunque in {\displaystyle U}, ovvero i punti in cui {\displaystyle f} non è differenziabile formano un insieme di misura nulla.